# ISO/IEC 17025
ISO/IEC 17025 è una norma che esprime i "Requisiti generali per la competenza dei laboratori di prova e di taratura". L'ultima edizione è uscita febbraio 2018 e anche questa versione è basata sulla norma ISO 9001:2015, così come la versione del 2005 era basata sulla norma ISO 9001:2000. Se nella versione superata c'era un'impostazione generale che poneva una certa enfasi sulla competenza del personale e sull'affidabilità del dato analitico, nella nuova versione si pone maggiore attenzione a quella che è l'analisi del rischio.

## Contenuto
ISO/IEC 17025 (recepita in Italia come UNI CEI EN ISO/IEC 17025:2018) è strutturata nelle seguenti sezioni:
- Introduzione
- Scopo
- Riferimenti normativi
- Termini e definizioni
- Requisiti generali
- Requisiti strutturali
- Requisiti relativi alle risorse
- Requisiti di processo
- Requisiti del sistema di gestione

Soddisfare i requisiti ISO/IEC 17025, come precisato alla riunione dei laboratori accreditati Accredia del 2010, significa soddisfare automaticamente i requisiti ISO 9001. Viceversa, la conformità ai requisiti ISO 9001 dimostra unicamente la conformità del sistema qualità, non la competenza e l'affidabilità nello svolgere le prove o le tarature. Pertanto, se un laboratorio accreditato ISO 17025 è automaticamente conforme alla normativa ISO 9001, non può essere vero il contrario (un laboratorio certificato ISO 9001 non è automaticamente conforme alla noma ISO 17025).
Tra i riferimenti normativi vengono citati ISO/IEC 17000 e il Vocabolario Internazionale di Metrologia (VIM). Nei "termini e definizioni" è citata anche la ISO 9000.
I requisiti gestionali prescrivono il riesame periodico degli obiettivi del sistema di gestione e l'impegno evidente nel miglioramento continuo del sistema di gestione. Il personale addetto deve possedere la preparazione necessaria all'attività svolta e all'utilizzo di una data apparecchiatura, inoltre deve impegnarsi all'aggiornamento continuo (qualifica). Il personale deve anche essere imparziale e non soggetto a pressioni da parte terzi. Il Manuale della Qualità emesso deve specificare competenze e responsabilità, oltre a procedure gestionali e istruzioni operative. L'acquisto, ricezione e immagazzinamento di materiale di consumo e reagenti è soggetto a specifiche procedure; particolare attenzione deve essere posta alla conservazione, tracciatura interna e riferibilità dei materiali di riferimento. I laboratori devono fare in modo di ottenere informazioni di ritorno dal proprio cliente nell'ottica del miglioramento del servizio offerto. Il laboratorio deve impegnarsi nel miglioramento continuo tramite l'ausilio di audit e dell'analisi dei dati, ai quali eventualmente possono fare seguito azioni correttive o preventive. Gli audit interni devono essere condotti in conformità alla ISO 19011.
I requisiti tecnici richiedono che l'area di lavoro sia idonea a ospitare le apparecchiature utilizzate e allo svolgimento delle attività. Devono essere tenute sotto controllo le condizioni ambientali (temperatura, umidità ed eventualmente altre) che possono influenzare l'esito dell'attività stessa. Il metodo analitico utilizzato deve essere validato e deve essere nota l'incertezza associata alla misura, assicurando in questo modo che i requisiti richiesti per l'utilizzazione del metodo siano soddisfatti. Le apparecchiature utilizzate devono essere conformi alle specifiche richieste dalla prova in oggetto e sottoposte a un programma di taratura periodica. Ogni elemento delle apparecchiature e il relativo software deve essere identificato univocamente, inoltre devono essere conservate le relative registrazioni (uso, tarature, manutenzioni, non conformità, ecc.). Devono essere definite le procedure di campionamento, così come il trasporto, ricezione e conservazione dei campioni. Il risultato delle analisi o della taratura effettuata dal laboratorio viene presentato rispettivamente su "Rapporti di prova" o "Certificati di taratura".